# Breakin' Up Is Easy
Breakin' Up Is Easy es el segundo álbum de estudio del cantautor estadounidense Jimmy Griffin. Fue publicado a finales de enero de 1974 a través de Polydor Records. Griffin está respaldado en el álbum por Russ Kunkel, Lee Sklar, Jim Horn, Curtis Amy, Mike Botts, Larry Knechtel y Mike lseberg.

## Composición
Griffin considera que este álbum, el primero con Polydor Records, es un símbolo de la transición de Bread a trabajar como solista. “El nuevo álbum”, dijo a Record World, “es una combinación de lo que se escribió para el próximo álbum de Bread y cosas que escribí específicamente para este [álbum]”. Bread se separó, explicó, porque “no queríamos que se nos acabara”. Los sencillos exitosos del grupo lo habían fijado en una dirección, lo cual, agrega Griffin, “no era realmente todo lo que teníamos para ofrecer. Una vez que has tenido ese primer éxito AM, tu imagen se moldea, lo cual es bueno financieramente, pero frustrante como artista”.
Griffin considera que Breakin' Up Is Easy es un álbum “deprimido” e indica que los planes para el próximo son utilizar su propia banda y trabajar en un estado de ánimo más “animado”. Para James Griffin, hay un nuevo amanecer en el horizonte y las cosas se estarán cocinando en poco tiempo. «Breakin' Up Is Easy», el sencillo y el álbum, son un esfuerzo colaborativo de escritura y producción entre Griffin y Robb Royer. La canción fue escrita originalmente para el primer álbum de Bread en 1969, pero carecía de puente. El puente se añadió justo antes de entrar al estudio para el nuevo álbum, “y la sesión salió bien”, recuerda Griffin. “Pensé que podría ser un buen sencillo, pero no quería decir nada demasiado pronto. Entonces Polydor dijo que querían que fuera el sencillo...” Mike Iseberg reconstruyó un Mellotron para la grabación del álbum.

## Recepción de la crítica
Un escritor no especificado de la revista Cash Box declaró: “James ha producido o coproducido cada canción del LP y su comprensión de la dinámica y los arreglos es uno de los engranajes clave de esta máquina musical. Su rango vocal es impresionante y su selección de material es perfecta para él”. Un escritor no especificado de la revista Billboard comentó: “El cofundador, cantante y guitarrista del ahora desaparecido grupo, James Griffin, debuta con un álbum generalmente satisfactorio que muestra un estilo más duro que el que caracteriza a Bread. La producción es amplia, con la voz urgente y racheada de Griffin bastante cautivadora.”

## Lista de canciones
Todas las canciones escritas y compuestas por James Griffin y Robb Royer, excepto donde esta anotado. 
| Lado uno |                                              |          |  |
| N.º      | Título                                       | Duración |  |
| 1.       | «Breakin' Up Is Easy» (Royer)                | 3:59     |  |
| 2.       | «Someday» (Griffin)                          | 2:36     |  |
| 3.       | «Love You till the Cows Come Home» (Griffin) | 3:04     |  |
| 4.       | «She Knows»                                  | 2:30     |  |
| 5.       | «Father and Son»                             | 4:36     |  |

| Lado dos |                              |          |  |
| N.º      | Título                       | Duración |  |
| 1.       | «You'll Get Along» (Griffin) | 5:20     |  |
| 2.       | «Lifeline»                   | 3:45     |  |
| 3.       | «Going Back to Boston»       | 3:44     |  |
| 4.       | «Only Now»                   | 2:40     |  |
| 5.       | «Love to Light the Way»      | 2:56     |  |

## Créditos y personal
Créditos adaptados desde las notas de álbum de Breakin' Up Is Easy.
- James Griffin – voces, productor (todas las canciones)
- Robb Royer – coproductor (1, 5, 7–10)
- Marty Paich – arreglos
- Steve Guy – masterización
- Bill Harvey – director artístico, diseño de portada
- Frank Bez – fotografía (portada/contraportada)
- Ken Bank – fotografía (interior)